# Trophée de France 2013
Navigation
Édition précédente Édition suivante
Le Trophée de France est une compétition internationale de patinage artistique qui se déroule en France au cours de l'automne. Il accueille des patineurs amateurs de niveau senior dans quatre catégories: simple messieurs, simple dames, couple artistique et danse sur glace. En 2013 il s'appelait également Trophée Éric Bompard.
Le vingt-septième Trophée de France est organisé du 15 au 17 novembre 2013 au palais omnisports de Paris-Bercy. Il est la cinquième compétition du Grand Prix ISU senior de la saison 2013/2014.

## Résultats

### Messieurs

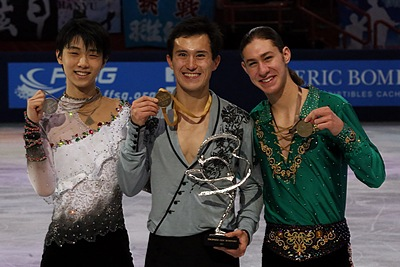
Podium des Messieurs

| Rang | Nom               | Pays       | Points | Programme court | Programme court | Programme libre | Programme libre |
| ---- | ----------------- | ---------- | ------ | --------------- | --------------- | --------------- | --------------- |
| 1    | Patrick Chan      | Canada     | 295.27 | 1               | 98.52           | 1               | 196.75          |
| 2    | Yuzuru Hanyu      | Japon      | 263.59 | 2               | 95.37           | 2               | 168.22          |
| 3    | Jason Brown       | États-Unis | 243.09 | 3               | 84.77           | 3               | 158.32          |
| 4    | Yan Han           | Chine      | 214.23 | 4               | 84.34           | 6               | 129.89          |
| 5    | Michal Březina    | Tchéquie   | 206.22 | 6               | 71.91           | 4               | 134.31          |
| 6    | Song Nan          | Chine      | 204.73 | 7               | 71.36           | 5               | 133.37          |
| 7    | Florent Amodio    | France     | 191.13 | 5               | 73.65           | 8               | 117.48          |
| 8    | Alexander Majorov | Suède      | 180.62 | 8               | 59.72           | 7               | 120.90          |

### Dames

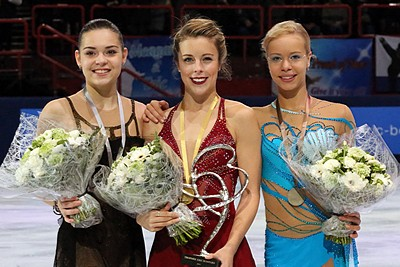
Podium des Dames

| Rang | Nom                | Pays       | Points | Programme court | Programme court | Programme libre | Programme libre |
| ---- | ------------------ | ---------- | ------ | --------------- | --------------- | --------------- | --------------- |
| 1    | Ashley Wagner      | États-Unis | 194.37 | 1               | 66.75           | 2               | 127.62          |
| 2    | Adelina Sotnikova  | Russie     | 189.81 | 3               | 60.01           | 1               | 129.80          |
| 3    | Anna Pogorilaya    | Russie     | 184.69 | 2               | 60.03           | 3               | 124.66          |
| 4    | Samantha Cesario   | États-Unis | 172.70 | 5               | 56.55           | 4               | 116.15          |
| 5    | Maé-Bérénice Méité | France     | 166.11 | 6               | 56.50           | 5               | 109.61          |
| 6    | Amélie Lacoste     | Canada     | 158.11 | 7               | 55.92           | 6               | 102.19          |
| 7    | Viktoria Helgesson | Suède      | 153.27 | 8               | 53.25           | 7               | 100.02          |
| 8    | Christina Gao      | États-Unis | 152.85 | 4               | 58.81           | 8               | 94.04           |
| 9    | Natalia Popova     | Ukraine    | 136.43 | 9               | 50.87           | 9               | 85.56           |

### Couples

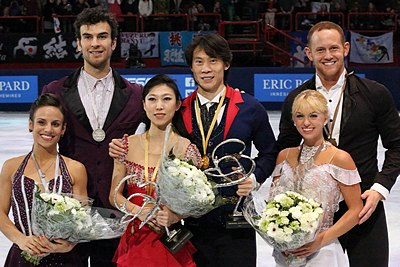
Podium des couples artistiques

| Rang | Nom                                  | Pays       | Points | Programme court | Programme court | Programme libre | Programme libre |
| ---- | ------------------------------------ | ---------- | ------ | --------------- | --------------- | --------------- | --------------- |
| 1    | Pang Qing / Tong Jian                | Chine      | 193.86 | 1               | 67.69           | 1               | 126.17          |
| 2    | Meagan Duhamel / Eric Radford        | Canada     | 190.89 | 2               | 66.07           | 2               | 124.82          |
| 3    | Caydee Denney / John Coughlin        | États-Unis | 184.01 | 4               | 63.52           | 3               | 120.49          |
| 4    | Vera Bazarova / Yuri Larionov        | Russie     | 180.07 | 3               | 65.67           | 5               | 114.40          |
| 5    | Vanessa James / Morgan Ciprès        | France     | 172.27 | 5               | 56.78           | 4               | 115.49          |
| 6    | Natasha Purich / Mervin Tran         | Canada     | 162.09 | 6               | 55.89           | 6               | 106.20          |
| 7    | Annabelle Prölß / Ruben Blommaert    | Allemagne  | 157.62 | 7               | 54.18           | 7               | 103.44          |
| 8    | Nicole Della Monica / Matteo Guarise | Italie     | 147.88 | 8               | 48.59           | 8               | 99.29           |

### Danse sur glace

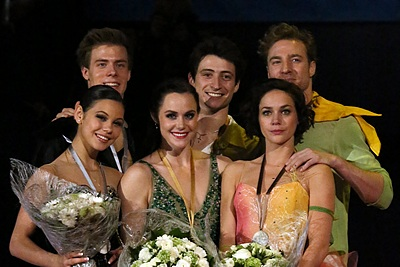
Podium de la danse sur glace

| Rang | Nom                                     | Pays        | Points | Danse courte | Danse courte | Danse libre | Danse libre |
| ---- | --------------------------------------- | ----------- | ------ | ------------ | ------------ | ----------- | ----------- |
| 1    | Tessa Virtue / Scott Moir               | Canada      | 180.96 | 1            | 75.31        | 1           | 105.65      |
| 2    | Elena Ilinykh / Nikita Katsalapov       | Russie      | 171.89 | 3            | 69.07        | 2           | 102.82      |
| 3    | Nathalie Péchalat / Fabian Bourzat      | France      | 171.08 | 2            | 70.59        | 3           | 100.49      |
| 4    | Nelli Zhiganshina / Alexander Gazsi     | Allemagne   | 147.27 | 4            | 60.13        | 4           | 87.14       |
| 5    | Gabriella Papadakis / Guillaume Cizeron | France      | 143.26 | 5            | 58.10        | 5           | 85.16       |
| 6    | Ksenia Monko / Kirill Khaliavin         | Russie      | 139.96 | 6            | 56.53        | 6           | 83.43       |
| 7    | Penny Coomes / Nicholas Buckland        | Royaume-Uni | 128.59 | 7            | 52.52        | 7           | 76.07       |
| 8    | Nicole Orford / Thomas Williams         | Canada      | 119.60 | 8            | 47.45        | 8           | 72.15       |

## Source
- Résultats du Trophée Éric Bompard 2013 sur le site de l'ISU
- Patinage Magazine N°137 (janvier/Février 2014)